# Giải vô địch bóng đá nữ thế giới 2019 (Bảng B)
Bảng B của giải vô địch bóng đá nữ thế giới 2019 sẽ diễn ra từ ngày 8 đến ngày 17 tháng 6 năm 2019. Bảng này bao gồm Trung Quốc, Đức, Nam Phi và Tây Ban Nha. Hai đội hàng đầu, có thể cùng với đội xếp thứ ba (nếu họ được xếp hạng với tư cách là 1 trong số 4 đội tốt nhất), sẽ giành quyền vào vòng 16 đội.

## Các đội tuyển
| Vị trí bốc thăm | Đội tuyển   | Nhóm | Liên đoàn | Phương pháp vượt qua vòng loại              | Ngày vượt qua vòng loại | Tham dự chung kết | Tham dự cuối cùng | Thành tích tốt nhất lần trước | Bảng xếp hạng FIFA | Bảng xếp hạng FIFA |
| Vị trí bốc thăm | Đội tuyển   | Nhóm | Liên đoàn | Phương pháp vượt qua vòng loại              | Ngày vượt qua vòng loại | Tham dự chung kết | Tham dự cuối cùng | Thành tích tốt nhất lần trước | Tháng 12-2018      | Tháng 6-2019       |
| --------------- | ----------- | ---- | --------- | ------------------------------------------- | ----------------------- | ----------------- | ----------------- | ----------------------------- | ------------------ | ------------------ |
| B1              | Đức         | 1    | UEFA      | Nhất bảng 5 UEFA                            | 4 tháng 9 năm 2018      | 8 lần             | 2015              | Vô địch (2003, 2007)          | 2                  | 2                  |
| B2              | Trung Quốc  | 3    | AFC       | Hạng 3 Cúp bóng đá nữ châu Á                | 9 tháng 4 năm 2018      | 7 lần             | 2015              | Á quân (1999)                 | 15                 | 16                 |
| B3              | Tây Ban Nha | 2    | UEFA      | Nhất bảng 7 UEFA                            | 8 tháng 6 năm 2018      | 2 lần             | 2015              | Vòng bảng (2015)              | 12                 | 13                 |
| B4              | Nam Phi     | 4    | CAF       | Á quân Cúp bóng đá nữ các quốc gia châu Phi | 27 tháng 11 năm 2018    | 1 lần             | —                 | Lần đầu                       | 48                 | 49                 |

Ghi chú
1. ↑  Bảng xếp hạng của tháng 12 năm 2018 đã được sử dụng để hạt giống cho bốc thăm chung kết.

## Bảng xếp hạng
| VT | Đội         | ST | T | H | B | BT | BB | HS | Đ | Giành quyền tham dự                     |
| -- | ----------- | -- | - | - | - | -- | -- | -- | - | --------------------------------------- |
| 1  | Đức         | 3  | 3 | 0 | 0 | 6  | 0  | +6 | 9 | Giành quyền vào vòng đấu loại trực tiếp |
| 2  | Tây Ban Nha | 3  | 1 | 1 | 1 | 3  | 2  | +1 | 4 | Giành quyền vào vòng đấu loại trực tiếp |
| 3  | Trung Quốc  | 3  | 1 | 1 | 1 | 1  | 1  | 0  | 4 | Giành quyền vào vòng đấu loại trực tiếp |
| 4  | Nam Phi     | 3  | 0 | 0 | 3 | 1  | 8  | −7 | 0 |                                         |

Trong vòng 16 đội:
- Đội nhất bảng B sẽ giành quyền thi đấu với đội xếp thứ ba của bảng A, bảng C hoặc bảng D.
- Đội nhì bảng B sẽ giành quyền thi đấu với đội nhất bảng F.
- Đội xếp thứ ba của bảng B có thể giành quyền thi đấu với đội nhất bảng C hoặc bảng D (nếu 1 trong số 4 đội xếp thứ ba tốt nhất).

## Các trận đấu
Tất cả thời gian được liệt kê là giờ địa phương, CEST (UTC+2).

### Đức v Trung Quốc
| Đức         | 1–0      | Trung Quốc |
| ----------- | -------- | ---------- |
| - Gwinn 66' | Chi tiết |            |

| Đức | Trung Quốc |

| TM                       | 1  | Almuth Schult      |     |     |
| HV                       | 3  | Kathrin Hendrich   |     |     |
| HV                       | 5  | Marina Hegering    |     |     |
| HV                       | 23 | Sara Doorsoun      |     |     |
| HV                       | 2  | Carolin Simon      |     | 46' |
| TV                       | 18 | Melanie Leupolz    |     | 63' |
| TV                       | 10 | Dzsenifer Marozsán |     |     |
| TV                       | 13 | Sara Däbritz       |     |     |
| TV                       | 9  | Svenja Huth        |     | 85' |
| TV                       | 15 | Giulia Gwinn       |     |     |
| TĐ                       | 11 | Alexandra Popp (c) |     |     |
| Vào thay người:          |    |                    |     |     |
| MF                       | 6  | Lena Oberdorf      | 82' | 46' |
| FW                       | 20 | Lina Magull        |     | 63' |
| MF                       | 7  | Lea Schüller       |     | 85' |
| Huấn luyện viên trưởng:  |    |                    |     |     |
| Martina Voss-Tecklenburg |    |                    |     |     |

| GK                      | 12 | Bành Thế Mộng   |     |     |
| RB                      | 3  | Lâm Vũ Bình     |     |     |
| CB                      | 6  | Hàn Bằng        |     |     |
| CB                      | 5  | Ngô Hải Yến (c) |     |     |
| LB                      | 2  | Lưu San San     | 50' |     |
| RM                      | 4  | Lô Gia Hy       |     | 33' |
| CM                      | 20 | Trương Duệ      |     |     |
| CM                      | 21 | Diêu Uy         |     | 46' |
| LM                      | 17 | Cổ Nhã Sa       |     |     |
| CF                      | 11 | Vương San San   | 12' |     |
| CF                      | 9  | Dương Lệ        | 44' | 69' |
| Vào thay người:         |    |                 |     |     |
| MF                      | 19 | Đàm Duệ Yên     |     | 33' |
| MF                      | 7  | Vương Sảng      | 71' | 46' |
| FW                      | 15 | Tống Doãn       |     | 69' |
| Huấn luyện viên trưởng: |    |                 |     |     |
| Giả Tú Toàn             |    |                 |     |     |

| Cầu thủ xuất sắc nhất trận: Giulia Gwinn (Đức) Trợ lý trọng tài: Princess Brown (Jamaica) Stephanie-Dale Yee Sing (Jamaica) Trọng tài bàn: Lucila Venegas (México) Trọng tài sau cầu môn: Mayte Chávez (México) Trợ lý trọng tài video: Massimiliano Irrati (Ý) Giám sát trợ lý trọng tài video: Paolo Valeri (Ý) Sarah Jones (New Zealand) |

### Tây Ban Nha v Nam Phi
| Tây Ban Nha                                        | 3–1      | Nam Phi        |
| -------------------------------------------------- | -------- | -------------- |
| - Hermoso 69' (ph.đ.), 82' (ph.đ.) - L. García 89' | Chi tiết | - Kgatlana 25' |

| Tây Ban Nha | Nam Phi |

| TM                      | 13 | Sandra Paños        |       |     |
| HV                      | 8  | Marta Torrejón (c)  |       |     |
| HV                      | 4  | Irene Paredes       |       |     |
| HV                      | 16 | María Pilar León    |       |     |
| HV                      | 7  | Marta Corredera     | 90+4' |     |
| TV                      | 14 | Virginia Torrecilla |       |     |
| TV                      | 6  | Vicky Losada        |       | 46' |
| TV                      | 11 | Alexia Putellas     |       | 73' |
| TV                      | 19 | Amanda Sampedro     |       | 46' |
| TV                      | 9  | Mariona Caldentey   |       |     |
| TĐ                      | 10 | Jennifer Hermoso    |       |     |
| Vào thay người:         |    |                     |       |     |
| TV                      | 18 | Aitana Bonmatí      |       | 46' |
| TĐ                      | 17 | Lucía García        |       | 46' |
| TĐ                      | 22 | Nahikari García     |       | 73' |
| Huấn luyện viên trưởng: |    |                     |       |     |
| Jorge Vilda             |    |                     |       |     |

| TM                      | 16 | Andile Dlamini      |         |     |
| HV                      | 2  | Lebogang Ramalepe   |         |     |
| HV                      | 5  | Janine van Wyk (c)  | 68'     |     |
| HV                      | 4  | Noko Matlou         |         |     |
| HV                      | 3  | Nothando Vilakazi   | 59' 81' |     |
| TV                      | 10 | Linda Motlhalo      |         | 52' |
| TV                      | 19 | Kholosa Biyana      | 77'     |     |
| TV                      | 15 | Refiloe Jane        |         |     |
| TV                      | 9  | Amanda Mthandi      |         | 56' |
| TĐ                      | 8  | Ode Fulutudilu      |         | 77' |
| TĐ                      | 11 | Thembi Kgatlana     |         |     |
| Vào thay người:         |    |                     |         |     |
| TV                      | 21 | Busisiwe Ndimeni    |         | 52' |
| TĐ                      | 12 | Jermaine Seoposenwe |         | 56' |
| TV                      | 17 | Leandra Smeda       |         | 77' |
| Huấn luyện viên trưởng: |    |                     |         |     |
| Desiree Ellis           |    |                     |         |     |

| Cầu thủ xuất sắc nhất trận: Jennifer Hermoso (Tây Ban Nha) Trợ lý trọng tài: Leslie Vásquez (Chile) Loreto Toloza (Chile) Trọng tài bàn: Laura Fortunato (Argentina) Trọng tài sau cầu môn: Mary Blanco (Colombia) Trợ lý trọng tài video: Mauro Vigliano (Argentina) Giám sát trợ lý trọng tài video: Tiago Martins (Bồ Đào Nha) Mariana de Almeida (Argentina) |

### Đức v Tây Ban Nha
| Đức           | 1–0      | Tây Ban Nha |
| ------------- | -------- | ----------- |
| - Däbritz 42' | Chi tiết |             |

| Đức | Tây Ban Nha |

| TM                       | 1  | Almuth Schult      |     |     |
| HV                       | 3  | Kathrin Hendrich   |     | 46' |
| HV                       | 5  | Marina Hegering    |     |     |
| HV                       | 23 | Sara Doorsoun      |     |     |
| HV                       | 15 | Giulia Gwinn       |     |     |
| TV                       | 8  | Lena Goeßling      |     | 80' |
| TV                       | 13 | Sara Däbritz       |     |     |
| TV                       | 6  | Lena Oberdorf      |     | 64' |
| TĐ                       | 9  | Svenja Huth        |     |     |
| TĐ                       | 11 | Alexandra Popp (c) |     |     |
| TĐ                       | 17 | Verena Schweers    | 63' |     |
| Vào thay người:          |    |                    |     |     |
| TĐ                       | 19 | Klara Bühl         |     | 46' |
| TĐ                       | 20 | Lina Magull        |     | 64' |
| TĐ                       | 18 | Melanie Leupolz    |     | 80' |
| Huấn luyện viên trưởng:  |    |                    |     |     |
| Martina Voss-Tecklenburg |    |                    |     |     |

| TM                      | 13 | Sandra Paños        |  |     |
| HV                      | 8  | Marta Torrejón (c)  |  |     |
| HV                      | 4  | Irene Paredes       |  |     |
| HV                      | 16 | María Pilar León    |  |     |
| HV                      | 7  | Marta Corredera     |  |     |
| TV                      | 15 | Silvia Meseguer     |  | 66' |
| TV                      | 10 | Jennifer Hermoso    |  |     |
| TV                      | 14 | Virginia Torrecilla |  |     |
| TĐ                      | 9  | Mariona Caldentey   |  | 59' |
| TĐ                      | 22 | Nahikari García     |  |     |
| TĐ                      | 11 | Alexia Putellas     |  | 77' |
| Vào thay người:         |    |                     |  |     |
| TĐ                      | 17 | Lucía García        |  | 59' |
| TV                      | 12 | Patricia Guijarro   |  | 66' |
| TV                      | 18 | Aitana Bonmatí      |  | 77' |
| Huấn luyện viên trưởng: |    |                     |  |     |
| Jorge Vilda             |    |                     |  |     |

| Cầu thủ xuất sắc nhất trận: Sara Däbritz (Đức) Trợ lý trọng tài: Maryna Striletska (Ukraina) Oleksandra Ardasheva (Ukraina) Trọng tài bàn: Sandra Braz (Bồ Đào Nha) Trọng tài sau cầu môn: Mihaela Tepusa (România) Trợ lý trọng tài video: Danny Makkelie (Hà Lan) Giám sát trợ lý trọng tài video: Paweł Gil (Ba Lan) Michelle O'Neill (Ireland) |

### Nam Phi v Trung Quốc
| Nam Phi | 0–1      | Trung Quốc   |
| ------- | -------- | ------------ |
|         | Chi tiết | - Lý Ảnh 40' |

| Nam Phi | Trung Quốc |

| TM                      | 20 | Kaylin Swart        |     |     |
| HV                      | 2  | Lebogang Ramalepe   |     |     |
| HV                      | 5  | Janine van Wyk (c)  |     |     |
| HV                      | 4  | Noko Matlou         | 83' |     |
| HV                      | 23 | Sibulele Holweni    |     | 72' |
| TV                      | 13 | Bambanani Mbane     |     |     |
| TV                      | 6  | Mamello Makhabane   |     |     |
| TV                      | 19 | Kholosa Biyana      |     |     |
| TV                      | 11 | Thembi Kgatlana     |     |     |
| TV                      | 15 | Refiloe Jane        |     | 82' |
| TĐ                      | 8  | Ode Fulutudilu      |     | 60' |
| Vào thay người:         |    |                     |     |     |
| TĐ                      | 12 | Jermaine Seoposenwe |     | 60' |
| TV                      | 17 | Leandra Smeda       |     | 72' |
| TV                      | 10 | Linda Motlhalo      |     | 82' |
| Huấn luyện viên tươngr: |    |                     |     |     |
| Desiree Ellis           |    |                     |     |     |

| TM                      | 12 | Bành THi Mộng   |  |     |
| HV                      | 3  | Lâm Vũ Bình     |  |     |
| HV                      | 6  | Hàn Bằng        |  |     |
| HV                      | 5  | Ngô Hải Yến (c) |  |     |
| HV                      | 13 | Vương Yên       |  | 81' |
| HV                      | 2  | Lưu San San     |  |     |
| TV                      | 7  | Vương Sảng      |  |     |
| TV                      | 20 | Trương Duệ      |  |     |
| TV                      | 17 | Cổ Nhã Sa       |  | 65' |
| TĐ                      | 11 | Vương San San   |  |     |
| TĐ                      | 10 | Lý Ảnh          |  | 78' |
| Vào thay người:         |    |                 |  |     |
| TV                      | 4  | Lỗ Gia Tuệ      |  | 65' |
| TV                      | 21 | Diêu Uy         |  | 78' |
| TĐ                      | 9  | Dương Lệ        |  | 81' |
| Huấn luyện viên trưởng: |    |                 |  |     |
| Giả Tú Toàn             |    |                 |  |     |

| Cầu thủ xuất sắc nhất trận: Lý Ảnh (Trung Quốc) Trợ lý trọng tài: Katalin Török (Hungary) Sanja Rođak-Karšić (Croatia) Trọng tài bàn: Jana Adámková (Cộng hòa Séc) Trọng tài sau cầu môn: Stephanie-Dale Yee Sing (Jamaica) Trợ lý trọng tài video: Chris Beath (Úc) Giám sát trợ lý trọng tài video: Mohammed Abdulla Hassan Mohamed (UAE) Manuela Nicolosi (Pháp) |

### Nam Phi v Đức
| Nam Phi | 0–4      | Đức                                                 |
| ------- | -------- | --------------------------------------------------- |
|         | Chi tiết | - Leupolz 14' - Däbritz 29' - Popp 40' - Magull 58' |

| Nam Phi | Đức |

| TM                      | 16 | Andile Dlamini     |     |     |
| HV                      | 2  | Lebogang Ramalepe  | 53' |     |
| HV                      | 5  | Janine van Wyk (c) |     |     |
| HV                      | 4  | Noko Matlou        |     |     |
| HV                      | 3  | Nothando Vilakazi  | 58' |     |
| TV                      | 15 | Refiloe Jane       |     |     |
| TV                      | 19 | Kholosa Biyana     |     | 89' |
| TV                      | 6  | Mamello Makhabane  |     |     |
| TV                      | 9  | Amanda Mthandi     |     | 46' |
| TV                      | 21 | Busisiwe Ndimeni   |     |     |
| TĐ                      | 8  | Ode Fulutudilu     |     | 46' |
| Vào thay người:         |    |                    |     |     |
| TĐ                      | 11 | Thembi Kgatlana    |     | 46' |
| TĐ                      | 22 | Rhoda Mulaudzi     | 66' | 46' |
| TV                      | 17 | Leandra Smeda      |     | 89' |
| Huấn luyện viên trưởng: |    |                    |     |     |
| Desiree Ellis           |    |                    |     |     |

| TM                       | 1  | Almuth Schult      |     |     |
| HV                       | 15 | Giulia Gwinn       |     |     |
| HV                       | 23 | Sara Doorsoun      |     |     |
| HV                       | 5  | Marina Hegering    |     |     |
| HV                       | 17 | Verena Schweers    |     | 46' |
| TV                       | 9  | Svenja Huth        |     | 59' |
| TV                       | 18 | Melanie Leupolz    |     |     |
| TV                       | 20 | Lina Magull        | 54' |     |
| TV                       | 13 | Sara Däbritz       |     |     |
| TĐ                       | 11 | Alexandra Popp (c) |     |     |
| TĐ                       | 19 | Klara Bühl         |     | 66' |
| Vào thay người:          |    |                    |     |     |
| HV                       | 2  | Carolin Simon      |     | 46' |
| TV                       | 16 | Linda Dallmann     |     | 59' |
| TV                       | 7  | Lea Schüller       |     | 66' |
| Huấn luyện viên trưởng:  |    |                    |     |     |
| Martina Voss-Tecklenburg |    |                    |     |     |

| Cầu thủ xuất sắc nhất trận: Sara Däbritz (Đức) Trợ lý trọng tài: Julia Magnusson (Thụy Điển) Lisa Rashid (Anh) Trọng tài bàn: Stéphanie Frappart (Pháp) Trọng tài sau cầu môn: Michelle O'Neill (Ireland) Trợ lý trọng tài video: Clément Turpin (France) Giám sát trợ lý trọng tài video: Drew Fischer (Canada) Manuela Nicolosi (Pháp) |

### Trung Quốc v Tây Ban Nha
| Trung Quốc | 0–0      | Tây Ban Nha |
| ---------- | -------- | ----------- |
|            | Chi tiết |             |

| Trung Quốc | Tây Ban Nha |

| TM                      | 12 | Bành Thi Mộng   |     |     |
| HV                      | 6  | Hàn Bằng        |     |     |
| HV                      | 5  | Ngô Hải Yến (c) |     |     |
| HV                      | 3  | Lâm Vũ Bình     |     |     |
| HV                      | 2  | Lưu San San     |     |     |
| TV                      | 7  | Vương Sảng      |     | 55' |
| TV                      | 20 | Trương Duệ      |     |     |
| TV                      | 13 | Vương Yến       |     |     |
| TV                      | 17 | Cổ Nhã Sa       |     | 87' |
| TĐ                      | 11 | Vương San San   |     | 46' |
| TĐ                      | 10 | Lý Ảnh          |     |     |
| Vào thay người:         |    |                 |     |     |
| TĐ                      | 9  | Dương Lệ        |     | 46' |
| TV                      | 16 | Lý Văn          | 63' | 55' |
| TV                      | 21 | Diêu Uy         |     | 87' |
| Huấn luyện viên trưởng: |    |                 |     |     |
| Giả Tú Toàn             |    |                 |     |     |

| TM                      | 13 | Sandra Paños        |  |     |
| HV                      | 7  | Marta Corredera     |  |     |
| HV                      | 4  | Irene Paredes (c)   |  |     |
| HV                      | 16 | María Pilar León    |  |     |
| HV                      | 3  | Leila Ouahabi       |  |     |
| TV                      | 17 | Lucía García        |  | 86' |
| TV                      | 12 | Patricia Guijarro   |  |     |
| TV                      | 14 | Virginia Torrecilla |  |     |
| TV                      | 9  | Mariona Caldentey   |  | 46' |
| TĐ                      | 10 | Jennifer Hermoso    |  |     |
| TĐ                      | 22 | Nahikari García     |  | 67' |
| Vào thay người:         |    |                     |  |     |
| TV                      | 21 | Andrea Falcón       |  | 46' |
| TV                      | 11 | Alexia Putellas     |  | 67' |
| HV                      | 2  | Celia Jiménez       |  | 86' |
| Huấn luyện viên trưởng: |    |                     |  |     |
| Jorge Vilda             |    |                     |  |     |

| Cầu thủ bóng đá: Bành Thi Mộng (Trung Quốc) Trợ lý trọng tài: Neuza Back (Brasil) Tatiane Sacilotti (Brasil) Trọng tài bàn: Laura Fortunato (Argentina) Trọng tài sau cầu môn: Mary Blanco (Colombia) Trợ lý trọng tài video: Mauro Vigliano (Argentina) Giám sát trợ lý trọng tài video: Tiago Martins (Bồ Đào Nha) Mariana de Almeida (Argentina) |